# Steinernema feltiae
Steinernema feltiae är en rundmaskart (eller nematod) som först beskrevs av Nikolai Nikolaievich Filipjev 1934.  Steinernema feltiae ingår i släktet Steinernema och familjen Steinernematidae. Inga underarter finns listade i Catalogue of Life. Den används kommersiellt som ett biologiskt bekämpningsmedel mot sorgmyggor. 